# Mother's Day (Beverly Hills, 90210)
Mother's Day is de negenentwintigste aflevering van het zevende seizoen van het tienerdrama Beverly Hills, 90210, die voor het eerst werd uitgezonden op 7 mei 1997.

## Verhaal
Kelly maakt zich zorgen omdat ze al 6 dagen over tijd is, Donna zegt tegen haar dat ze geen zorgen moet maken en dat ze zo weer ongesteld zal worden. Ze wil het toch zeker weten of ze zwanger is of niet en laat Donna een zwangerschapstest halen. Voordat ze dit gaat doen belt ze eerst Brandon en vraagt hem zo snel mogelijk te komen. Als Brandon bij haar binnen komt dan heeft ze net de test gedaan en het blijkt dat ze inderdaad zwanger is. Dit slaat in als een bom bij Brandon en weet even niet hoe hij moet reageren. Brandon vertelt haar dat hij haar niet zal laten vallen en haar zal blijven steunen. Kelly wil naar een dokter om het zeker te weten. Maar aangezien het nu vrijdag is kan ze daar pas maandag terecht. Ze zullen deze test afwachten voordat ze na gaan denken over de toekomst. In het weekend praten ze over het wel of niet krijgen van een baby, Kelly weet niet of zij er al klaar voor is om een kind te krijgen en wil misschien kiezen voor een abortus. Brandon wil liever dat ze het kind krijgt en houdt. ’s Avonds komt Jackie op bezoek en zijn samen in de After Dark, Kelly kan het nieuws niet voor zich houden en vertelt haar moeder het grote nieuws. Eerst is ze ontsteld maar later vertelt ze Kelly dat ze er voor haar zal zijn. Later vertelt Brandon aan Kelly dat hij van haar zal blijven houden ongeacht wat ze beslist.
Derek komt op bezoek bij Valerie en bespreken haar financiële middelen om te kunnen beleggen. Hij vertelt haar dat ze op dit moment geen geld heeft om mee te kunnen doen maar als ze de club verkoopt dan kan ze met dat geld wel meedoen met beleggen. Zij moet nu een plan verzinnen om de club te verkopen aan David, ze besluit om hem te proberen te versieren zodat hij haar wil uitkopen. Als ze met David begint te flirten dan breekt bij hem de paniek toe en overlegt nu met Donna wat hij het beste kan doen. Ze komen tot de conclusie dat David het beste kan proberen om Valerie uit te kopen. Het plannetje van Valerie heeft gewerkt en nu kan ze het geld steken in het beleggen met hulp van Derek.
Als het Moederdag is dan is Clare zeer geëmotioneerd omdat ze dan aan haar moeder moet denken. Ze gaat naar Steve voor wat aanspraak maar zijn opmerkingen maken het alleen maar erger. Steve weet niet wat hij ermee aan moet en zegt tegen haar dat zij met haar vader over haar moeder moet praten. Clare antwoord hierop dat zij dit niet kan omdat haar vader ook niet over haar praten kan. Steve besluit toch om naar Milton te gaan en er over proberen te praten, het blijkt dat Milton nooit over haar begint met Clare omdat hij dacht dat Clare dit niet aankon.

## Rolverdeling
- Jason Priestley - Brandon Walsh
- Jennie Garth - Kelly Taylor
- Ian Ziering - Steve Sanders
- Brian Austin Green - David Silver
- Tori Spelling - Donna Martin
- Tiffani Thiessen - Valerie Malone
- Joe E. Tata - Nat Bussichio
- Kathleen Robertson - Clare Arnold
- Ann Gillespie - Jackie Taylor
- Nicholas Pryor - Milton Arnold
- Katherine Cannon - Felice Martin
- Olivia Brown - Professor Langely
- Corin Nemec - Derek Driscoll
- Monica - Zichzelf (muzikale gast)